# Roman Murtazajew
Roman Walerjewicz Murtazajew (ros. Роман Валерьевич Муртазаев; ur. 10 września 1993) – kazachski piłkarz grający na pozycji pomocnika.

## Kariera piłkarska

### Kariera klubowa
Murtazajew jest wychowankiem klubu Szachtior Karaganda, w którym występował w latach 2012–2015. W 2016 roku grał w Irtyszu Pawłodar, a obecnie gra w FK Astanie.

### Kariera reprezentacyjna
W reprezentacji Kazachstanu zadebiutował 7 czerwca 2016 roku w meczu towarzyskim przeciwko Chinom. Dotychczas rozegrał 21 spotkań zdobywając 3 bramki.
| Mecze i gole w reprezentacji | Mecze i gole w reprezentacji | Mecze i gole w reprezentacji | Mecze i gole w reprezentacji | Mecze i gole w reprezentacji | Mecze i gole w reprezentacji | Mecze i gole w reprezentacji |
| Kazachstan                   | Kazachstan                   | Kazachstan                   | Kazachstan                   | Kazachstan                   | Kazachstan                   | Kazachstan                   |
| Lp.                          | Data                         | Miasto                       | Przeciwnik                   | Gol                          | Wynik                        | Rozgrywki                    |
| ---------------------------- | ---------------------------- | ---------------------------- | ---------------------------- | ---------------------------- | ---------------------------- | ---------------------------- |
| 1.                           | 07.06.2016                   | Dalian                       | Chiny                        |                              | 1:0                          | towarzyski                   |
| 2.                           | 30.08.2016                   | Biszkek                      | Kirgistan                    |                              | 0:2                          | towarzyski                   |
| 3.                           | 08.10.2016                   | Podgorica                    | Czarnogóra                   |                              | 0:5                          | el. MŚ 2018                  |
| 4.                           | 11.10.2016                   | Astana                       | Rumunia                      |                              | 0:0                          | el. MŚ 2018                  |
| 5.                           | 11.11.2016                   | Kopenhaga                    | Dania                        |                              | 1:4                          | el. MŚ 2018                  |
| 6.                           | 22.03.2017                   | Larnaka                      | Cypr                         |                              | 1:3                          | towarzyski                   |
| 7.                           | 01.09.2017                   | Astana                       | Czarnogóra                   |                              | 0:3                          | el. MŚ 2018                  |
| 8.                           | 04.09.2017                   | Warszawa                     | Polska                       |                              | 0:3                          | el. MŚ 2018                  |
| 9.                           | 05.10.2017                   | Ploeszti                     | Rumunia                      |                              | 1:3                          | el. MŚ 2018                  |
| 10.                          | 08.10.2017                   | Astana                       | Armenia                      |                              | 1:1                          | el. MŚ 2018                  |
| 11.                          | 23.03.2018                   | Budapeszt                    | Węgry                        | Gol                          | 3:2                          | towarzyski                   |
| 12.                          | 26.03.2018                   | Felcsút                      | Bułgaria                     |                              | 1:2                          | towarzyski                   |
| 13.                          | 05.06.2018                   | Astana                       | Azerbejdżan                  | Gol                          | 3:0                          | towarzyski                   |
| 14.                          | 06.09.2018                   | Astana                       | Gruzja                       |                              | 0:2                          | LN 2018/2019                 |
| 15.                          | 10.09.2018                   | Andora                       | Andora                       |                              | 1:1                          | LN 2018/2019                 |
| 16.                          | 13.10.2018                   | Ryga                         | Łotwa                        |                              | 1:1                          | LN 2018/2019                 |
| 17.                          | 16.10.2018                   | Astana                       | Andora                       | Gol                          | 4:0                          | LN 2018/2019                 |
| 18.                          | 15.11.2018                   | Astana                       | Łotwa                        |                              | 1:1                          | LN 2018/2019                 |
| 19.                          | 19.11.2018                   | Tbilisi                      | Gruzja                       |                              | 1:2                          | LN 2018/2019                 |
| 20.                          | 21.02.2019                   | Kumköy                       | Mołdawia                     |                              | 1:0                          | towarzyski                   |
| 21.                          | 21.03.2019                   | Astana                       | Szkocja                      |                              | 3:0                          | el. ME 2020                  |